# Randia mixe
Randia mixe är en måreväxtart som beskrevs av Attila L. Borhidi och E.Martínez. Randia mixe ingår i släktet Randia och familjen måreväxter. Inga underarter finns listade i Catalogue of Life.